# Ficus destruens
Ficus destruens är en mullbärsväxtart som beskrevs av F. Müll. och Cyril Tenison White. Ficus destruens ingår i släktet fikonsläktet, och familjen mullbärsväxter. Inga underarter finns listade i Catalogue of Life.

## Bildgalleri

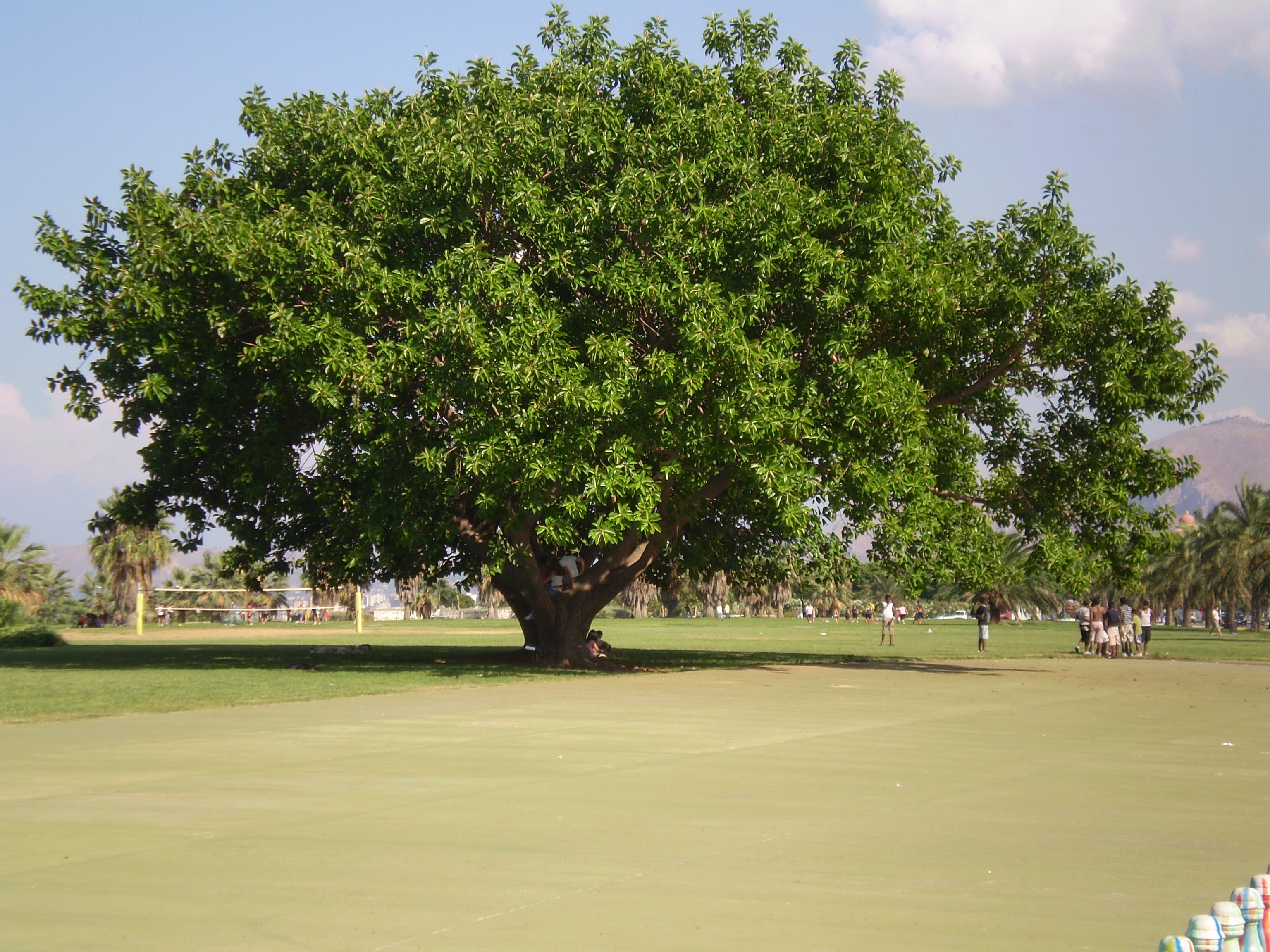
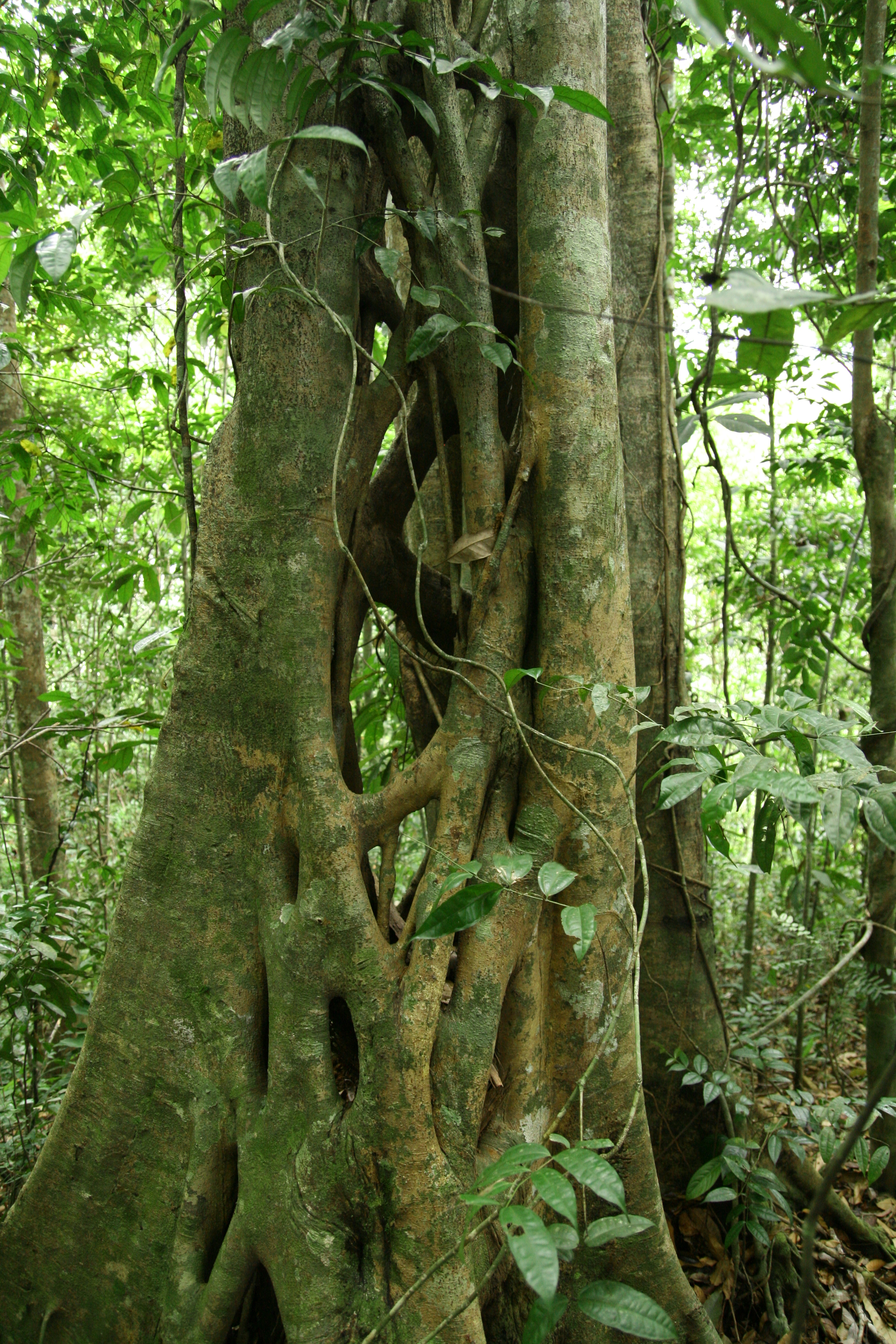
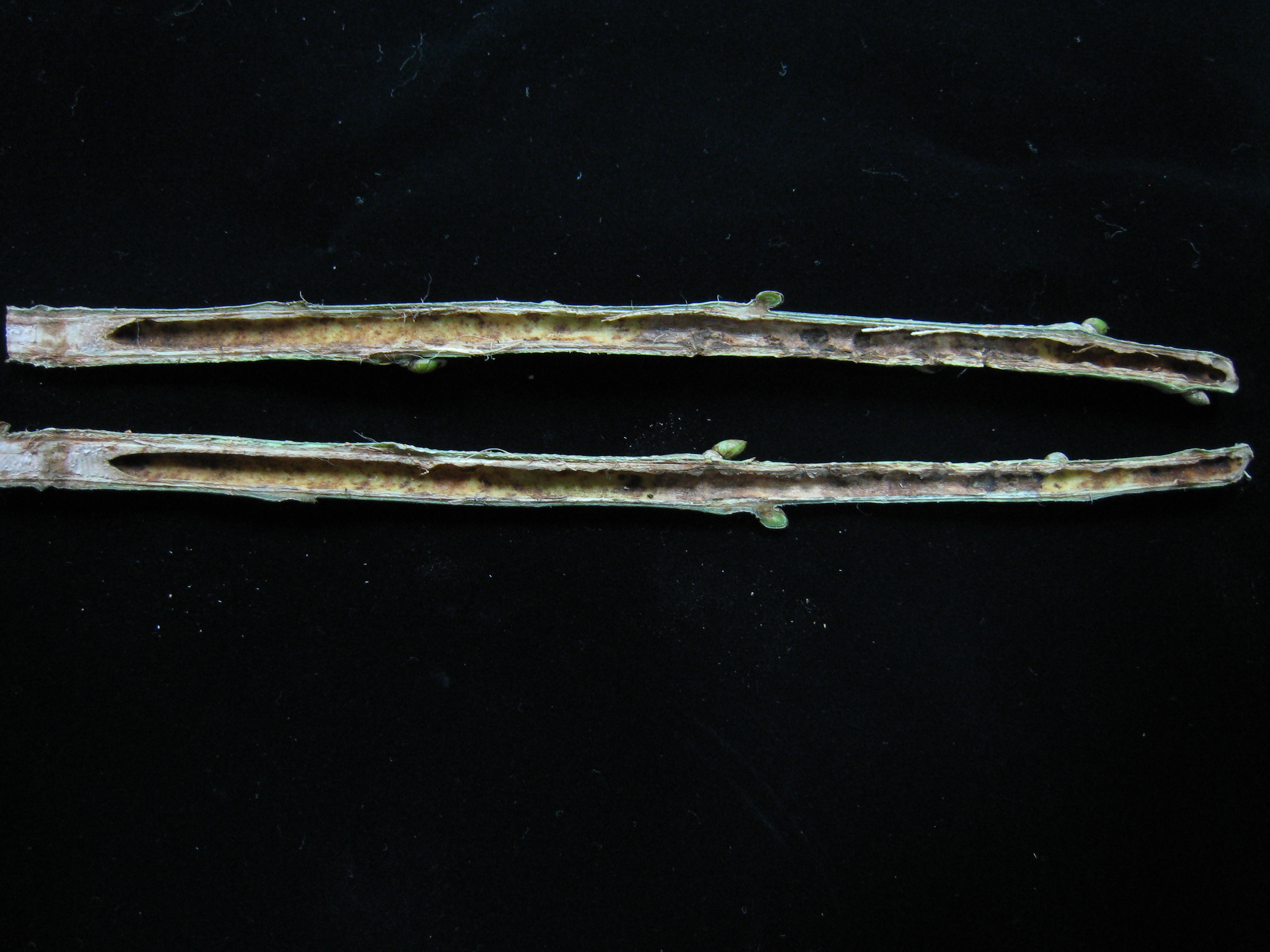
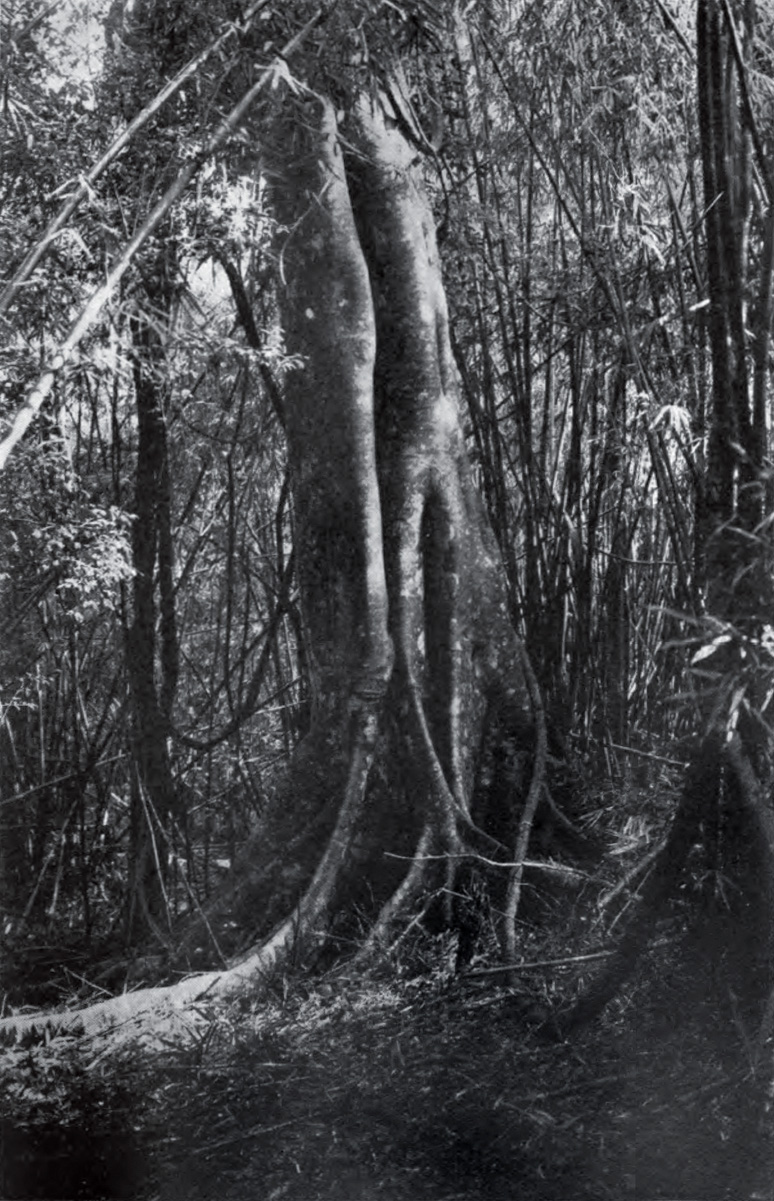